# 정왕동
정왕동(正往洞)은 대한민국 경기도 시흥시의 법정동이자, 5개 행정동(정왕본동, 정왕1동, 정왕2동, 정왕3동, 정왕4동)의 통칭이다.

## 명칭
정왕동의 명칭은 예전에 이곳에 있던 정왕산(正往山)에서 유래한다. 정왕산 꼭대기에는 봉화가 있어, 이곳을 왕래하는 사람이 모두 공직자[正]란 뜻으로 정왕산(正往山)이라 부르고 그 후 인근에 민가가 생기면서 리명을 '정왕리(正往里)'라 했다가 1989년 시로 승격되면서 '정왕동(正往洞)'으로 개칭되었다. 정왕산은 시화지구 건설 당시 필요한 흙을 조달하기 위해 사용되어 지금은 없어졌다.

## 특징
외국인들이 많이 거주하는 지역들 중 하나로, 경찰이 ‘대표적인 외국인 범죄 빈발지역’으로 분류하였다.

## 역사
- 1914년 4월 1일 : 시흥군 군자면 정왕리, 죽율리
- 1989년 1월 1일 : 시흥시 설치에 따라 정왕동이 되었다.
- 1999년 9월 27일 : 정왕동이 정왕1동과 정왕2동으로 분동되었다.[3]
- 2002년 3월 2일 : 정왕2동이 정왕2동, 정왕3동, 정왕4동으로 분동되었다.[4]
- 2003년 12월 23일 : 정왕1동이 정왕본동, 정왕1동으로 분동되었다.[5]
- 2018년 10월 8일 : 정왕4동에서 배곧동으로 분동되었다.
- 2023년 7월 3일 : 정왕2동에서 거북섬동으로 분동되었다.

## 법정동
- 정왕동
- 죽율동

## 교육
- 군서초등학교
- 냉정초등학교
- 서해초등학교
- 시화초등학교
- 시흥초등학교
- 생금초등학교
- 옥터초등학교
- 정왕초등학교
- 군서중학교
- 시화중학교
- 시흥중학교
- 서해중학교
- 정왕중학교
- 함현중학교
- 군서고등학교
- 서해고등학교
- 시화공업고등학교
- 정왕고등학교
- 함현고등학교
- 경기과학기술대학교
- 한국공학대학교

## 교통
- 수도권 전철 4호선(안산선) 정왕역, 오이도역
- 수인선 오이도역

## 자연
보행자와 자전거가 통행할 수 있는 친수공간으로 활용되고 있는 옥구천과 군자천, 정왕천이 있다.

## 같이 보기
- 오이도
- 시화방조제
- 배곧동 - 정왕동에서 2018년 (행정동), 2021년 (법정동) 분동.
- 거북섬동 - 정왕동에서 2023년 (행정동) 분동.

## 아파트
| 단지명                 | 건설사                    | 시행사                        | 주소                | 입주        | 비고 |
| ---------------------- | ------------------------- | ----------------------------- | ------------------- | ----------- | ---- |
| 시화대우               | 대우건설                  | 대우㈜ 건설부문               | 정왕대로298번길 6   | 1996년 8월  |      |
| 시흥6차 푸르지오 1단지 | 대우건설                  | ㈜케이비부동산신탁 ㈜서현건설 | 죽율로 45-10        | 2014년 7월  |      |
| 시흥6차 푸르지오 2단지 | 대우건설                  | ㈜케이비부동산신탁 ㈜서현건설 | 죽율로 36           | 2013년 10월 |      |
| 시화두산               | 두산건설                  | 두산건설                      | 중심상가로 286      | 1996년 3월  |      |
| 시화서해 1차           | 서해종합건설㈜            | 서해종합건설㈜                | 정왕신길로49번길 37 | 1997년 10월 |      |
| 시화서해 2차           | 서해종합건설㈜            | 서해산업개발㈜                | 정왕신길로49번길 19 | 1998년 7월  |      |
| 시화모아               | 모아주택산업㈜            | 모아주택산업㈜                |                     | 1997년 7월  |      |
| 시화보성               | 보성㈜                    | 보성㈜                        |                     | 1998년 12월 |      |
| 시화 부성파스텔        | 파스텔씨엠㈜              | ㈜부성주택                    |                     | 1997년 12월 |      |
| 서촌마을 영화하이닉스  | 영화건설㈜                | 영화건설㈜                    | 정왕대로143번길 35  | 2002년 4월  |      |
| 시화 문영센스빌        | 문영건설㈜                | 문영건설㈜                    |                     | 2002년 5월  |      |
| 시화한일               | 한일건설㈜                | 한일건설㈜                    | 정왕대로53번길 29   | 1996년 7월  |      |
| 시화주공 1단지         | 진도건설㈜ 상우종합건설㈜ | 대한주택공사                  |                     | 1997년 10월 |      |
| 시화주공 2단지         | 성원건설                  | 대한주택공사                  |                     | 1997년 10월 |      |
| 시화주공 3단지         | 성원건설                  | 대한주택공사                  |                     | 1997년 10월 |      |
| 시화주공 4단지         | 동양고속건설              | 대한주택공사                  |                     | 1998년 10월 |      |
| 시화주공 5단지         | 성원건설                  | 대한주택공사                  |                     | 1998년 10월 |      |
| 시화주공 6단지         | 요진산업㈜                | 대한주택공사                  |                     | 1998년 11월 |      |
| 서촌마을 요진          | 요진산업㈜                | 요진산업㈜                    |                     | 1997년 9월  |      |
| 시화지구 화성          | 화성산업                  | 화성산업                      |                     | 1997년 8월  |      |
| 시화신한               | ㈜신한                    | ㈜신한                        |                     | 1997년 8월  |      |
| 시화진로               | ㈜진로건설                | ㈜진로건설                    |                     | 1997년 8월  |      |
| 시화지구 미주          | ㈜미주주택                | ㈜미주주택                    |                     | 1996년 11월 |      |
| 서촌마을 신우          | 신우산업개발㈜            | ㈜신우건설                    |                     | 1996년 11월 |      |
| 시화지구 삼환          | 삼환까뮤㈜                | 삼환까뮤㈜                    | 옥구천동로 433-26   | 1997년 11월 |      |
| 시화지구 금강          | 금강주택㈜                | 금강주택㈜                    | 정왕대로266번길 6   | 1996년 8월  |      |
| 시화건영 1차           | ㈜건영                    | ㈜건영                        |                     |             |      |
| 시화건영 2차 송운마을  | ㈜건영                    | ㈜건영                        |                     |             |      |
| 시화건영 3차 서촌마을  | ㈜건영                    | ㈜건영                        |                     |             |      |
| 시화건영 4차 서촌마을  | ㈜건영                    | ㈜건영                        |                     |             |      |
| 시화건영 5차 평안마을  | ㈜건영                    | ㈜건영                        |                     |             |      |
| 시화건영 7차 옥구마을  | ㈜건영                    | ㈜건영                        |                     |             |      |
| 시화영남 3차           | 영남건설㈜                | 영남건설㈜                    |                     |             |      |
| 시화영남 4차           | 영남건설㈜                | 영남건설㈜                    |                     |             |      |
| 시화영남 5차           | 영남건설㈜                | 영남건설㈜                    |                     |             |      |
| 시화영남 6차           | 영남건설㈜                | 영남건설㈜                    |                     |             |      |